# أنديرس ماجنوسون
أنديرس ماجنوسون (بالسويدية: Anders Magnusson)‏ هو مصارع هاوي سويدي، ولد في 18 ديسمبر 1968.

## وصلات خارجية
- أنديرس ماجنوسون على موقع قاعدة بيانات المصارعة الدولية (الإنجليزية)
- أنديرس ماجنوسون على موقع أوليمبيديا (الإنجليزية)
- أنديرس ماجنوسون على موقع اللجنة الأولمبية السويدية (السويدية)